# Zakład wychowawczy „Nasz Dom” w Warszawie

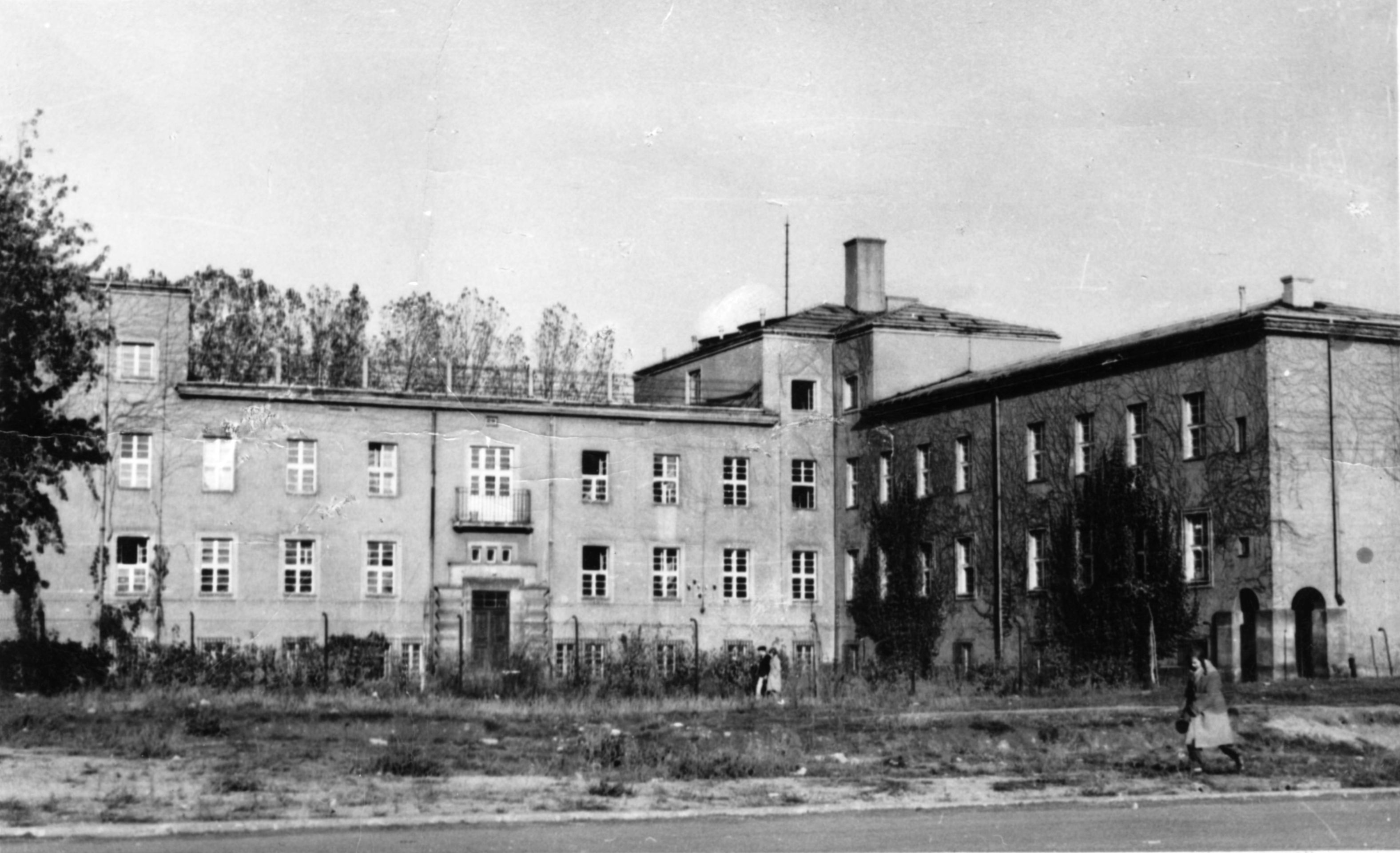
Budynek Naszego Domu przy al. Zjednoczenia 34 w Warszawie w 1958

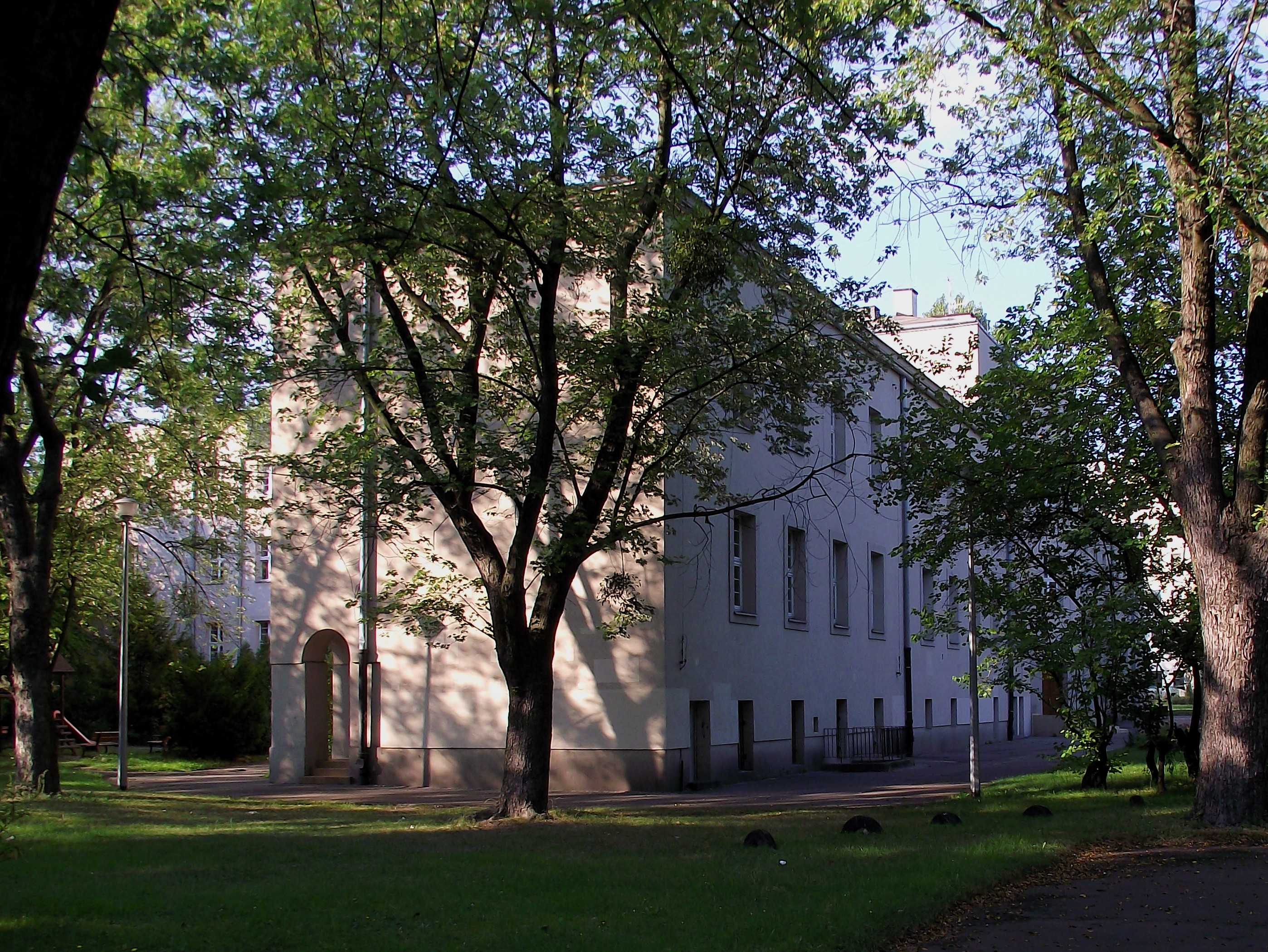
Budynek współcześnie – siedziba Domu Dziecka nr 1 „Nasz Dom” im. Maryny Falskiej

Zakład wychowawczy „Nasz Dom” – placówka opiekuńczo-wychowawcza dla dzieci utworzona 15 listopada 1919 roku w Pruszkowie.

## Opis
Zakład powstał z potrzeby utworzenia placówki, w której znalazłyby opiekę sieroty po robotnikach i działaczach robotniczych poległych w czasie I wojny światowej. Organizatorami zakładu byli Maryna Falska, Janusz Korczak i Maria Podwysocka. Powstaniu „Naszego Domu” patronowała Centralna Komisja Związków Zawodowych a w roku 1923 powstało Towarzystwo „Nasz Dom”, którego celem było organizowanie pomocy materialnej dla zakładu. W prace towarzystwa zaangażowała się między innymi żona Józefa Piłsudskiego, Aleksandra Piłsudska. Towarzystwo zgromadziło fundusze na zakup działki na Bielanach i budowę na niej nowej siedziby przy al. Zjednoczenia 34. Budynek wzniesiono w latach 1927–1929 na podstawie projektu Zygmunta Tarasina. Jego współprojektantem był Janusz Korczak. W roku 1928 zakład przeniesiono do tego nowo wybudowanego budynku.
W latach 1930–1935 istniała w „Naszym Domu” bursa dla młodzieży pragnącej zdobywać kwalifikacje pedagogiczne. W latach 1932/1933 i 1933/1934 funkcjonowały w „Naszym Domu” dwie klasy najmłodsze szkoły powszechnej. W szkole tej nie było uczniów drugorocznych. W latach 1934–1935 przystosowano część gmachu do nowych zadań na rzecz najbiedniejszych dzieci z osiedla Zdobycz Robotnicza. Zorganizowano tam świetlicę, bibliotekę, akcję dożywiania i półkolonie. Z przedszkola korzystało każdego dnia 160 dzieci.
W czasie okupacji niemieckiej wiele młodzieży uczestniczyło w konspiracji i brało udział w powstaniu warszawskim. Gdy 7 września 1944 Niemcy nakazali ewakuację wychowanków i personelu do obozu w Pruszkowie, Maryna Falska zmarła na atak serca. Pochowaliśmy ją na terenie Naszego Domu, w ogrodzie, koło ławeczki, na której tak lubiła odpoczywać. Własnoręcznie zbiliśmy dla niej trumnę z desek i ławek, które jeszcze ocalały – wspominał Antoni Chojdyński. Po śmierci Maryny Falskiej, kierownictwo Domu objęła jej długoletnia współpracownica Aleksandra Staszewska. 2 października 1944 mieszkańcy „Naszego Domu” zostali ewakuowani do wsi Sokolniki koło Jędrzejowa. Po wyzwoleniu młodsze dzieci umieszczono w Smoszewie koło Warszawy. 
Po wojnie nowym kierownikiem placówki został Zdzisław Sieradzki, wychowawca z okresu okupacji. W styczniu 1946 majątek Towarzystwa „Nasz Dom” został przekazany przez ówczesne władze Robotniczemu Towarzystwu Przyjaciół Dzieci. Towarzystwo „Nasz Dom” nie istniało do 1991, kiedy zostało reaktywowane pod przewodnictwem Tomasza Polkowskiego. 
W budynku na Bielanach mieści się Dom Dziecka nr 1 „Nasz Dom” im. Maryny Falskiej. Jego wieloletnią dyrektorką była Teresa Skudniewska. Obecnie jest nią Jolanta Jabłońska, a dom liczy ok. 50 podopiecznych. W sumie w latach 1919–2009 „Nasz Dom” wychował 4 tysiące dzieci.